# Equitazione ai Giochi della XIV Olimpiade
Le competizioni di equitazione ai Giochi della XIV Olimpiade si sono svolte nei giorni dal 9 al 14 agosto 1948 in varie sedi a Londra.

## Calendario
| Equitazione ai Giochi della XIV Olimpiade | Equitazione ai Giochi della XIV Olimpiade | Equitazione ai Giochi della XIV Olimpiade | Equitazione ai Giochi della XIV Olimpiade | Equitazione ai Giochi della XIV Olimpiade | Equitazione ai Giochi della XIV Olimpiade | Equitazione ai Giochi della XIV Olimpiade | Equitazione ai Giochi della XIV Olimpiade | Equitazione ai Giochi della XIV Olimpiade | Equitazione ai Giochi della XIV Olimpiade | Equitazione ai Giochi della XIV Olimpiade | Equitazione ai Giochi della XIV Olimpiade | Equitazione ai Giochi della XIV Olimpiade | Equitazione ai Giochi della XIV Olimpiade | Equitazione ai Giochi della XIV Olimpiade | Equitazione ai Giochi della XIV Olimpiade | Equitazione ai Giochi della XIV Olimpiade | Equitazione ai Giochi della XIV Olimpiade |
| Eventi / Giorni                           | Luglio/Agosto 1948                        | Luglio/Agosto 1948                        | Luglio/Agosto 1948                        | Luglio/Agosto 1948                        | Luglio/Agosto 1948                        | Luglio/Agosto 1948                        | Luglio/Agosto 1948                        | Luglio/Agosto 1948                        | Luglio/Agosto 1948                        | Luglio/Agosto 1948                        | Luglio/Agosto 1948                        | Luglio/Agosto 1948                        | Luglio/Agosto 1948                        | Luglio/Agosto 1948                        | Luglio/Agosto 1948                        | Luglio/Agosto 1948                        | Luglio/Agosto 1948                        |
| Eventi / Giorni                           | 29                                        | 30                                        | 31                                        | 1                                         | 2                                         | 3                                         | 4                                         | 5                                         | 6                                         | 7                                         | 8                                         | 9                                         | 10                                        | 11                                        | 12                                        | 13                                        | 14                                        |
| ----------------------------------------- | ----------------------------------------- | ----------------------------------------- | ----------------------------------------- | ----------------------------------------- | ----------------------------------------- | ----------------------------------------- | ----------------------------------------- | ----------------------------------------- | ----------------------------------------- | ----------------------------------------- | ----------------------------------------- | ----------------------------------------- | ----------------------------------------- | ----------------------------------------- | ----------------------------------------- | ----------------------------------------- | ----------------------------------------- |
| Dressage individuale                      |                                           |                                           |                                           |                                           |                                           |                                           |                                           |                                           |                                           |                                           |                                           | Gara                                      | Finale                                    |                                           |                                           |                                           |                                           |
| Dressage a squadre                        |                                           |                                           |                                           |                                           |                                           |                                           |                                           |                                           |                                           |                                           |                                           | Gara                                      | Finale                                    |                                           |                                           |                                           |                                           |
| Salto ostacoli individuale                |                                           |                                           |                                           |                                           |                                           |                                           |                                           |                                           |                                           |                                           |                                           |                                           |                                           |                                           |                                           |                                           | Finale                                    |
| Salto ostacoli a squadre                  |                                           |                                           |                                           |                                           |                                           |                                           |                                           |                                           |                                           |                                           |                                           |                                           |                                           |                                           |                                           |                                           | Finale                                    |
| Concorso completo individuale             |                                           |                                           |                                           |                                           |                                           |                                           |                                           |                                           |                                           |                                           |                                           |                                           | Dressage                                  | Dressage                                  | Cross-country                             | Salto                                     |                                           |
| Concorso completo a squadre               |                                           |                                           |                                           |                                           |                                           |                                           |                                           |                                           |                                           |                                           |                                           |                                           | Dressage                                  | Dressage                                  | Cross-country                             | Salto                                     |                                           |

## Podi
| Evento                                   | Oro                                                             | Perform. | Argento                                                 | Perform. | Bronzo                                                              | Perform. |
| Dressage individuale (dettagli)          | Hans Moser                                                      | 492,5    | André Jousseaume                                        | 480,0    | Gustaf Adolf Boltenstern Jr.                                        | 477,5    |
| Dressage a squadre (dettagli)            | Francia André Jousseaume Jean Saint-Fort Paillard Maurice Buret | 1269,0   | Stati Uniti Robert Borg Earl Foster Thomson Frank Henry | 1256,0   | Portogallo Fernando Paes Francisco Valadas Júnior Luís Mena e Silva | 1182,0   |
| Salto ostacoli individuale (dettagli)    | Humberto Mariles                                                | 6,25     | Rubén Uriza                                             | 8,00 (0) | Jean De Thonel d'Orgeix                                             | 8,00 (4) |
| Salto ostacoli a squadre (dettagli)      | Messico Humberto Mariles Rubén Uriza Alberto Valdés Sr.         | 34,25    | Spagna Jaime García José Navarro Marcelino Gavilán      | 56,50    | Gran Bretagna Harry Llewellyn Harry Nicoll Arthur Carr              | 67,00    |
| Concorso completo individuale (dettagli) | Bernard Chevallier                                              | 4,00     | Frank Henry                                             | -21,00   | Robert Selfelt                                                      | -25,00   |
| Concorso completo a squadre (dettagli)   | Stati Uniti Frank Henry Charles Anderson Earl Foster Thomson    | -161,5   | Svezia Robert Selfelt Olof Stahre Sigurd Svensson       | -165     | Messico Humberto Mariles Raúl Campero Joaquín Solano                | -305,25  |

## Medagliere
| Posizione | Paese         |   |   |   | Totale |
| --------- | ------------- | - | - | - | ------ |
| 1         | Francia       | 2 | 1 | 1 | 4      |
| 1         | Messico       | 2 | 1 | 1 | 4      |
| 3         | Stati Uniti   | 1 | 2 | 0 | 3      |
| 4         | Svizzera      | 1 | 0 | 0 | 1      |
| 5         | Svezia        | 0 | 1 | 2 | 3      |
| 6         | Spagna        | 0 | 1 | 0 | 1      |
| 7         | Gran Bretagna | 0 | 0 | 1 | 1      |
| 7         | Portogallo    | 0 | 0 | 1 | 1      |
| Totale    | Totale        | 6 | 6 | 6 | 18     |